# Finneland
Finneland ist eine Gemeinde im Burgenlandkreis in Sachsen-Anhalt. Sie wurde zum 1. Juli 2009 aus dem freiwilligen Zusammenschluss der Gemeinden Kahlwinkel, Saubach und Steinburg gebildet. Die Gemeinde gehört der Verbandsgemeinde An der Finne an.

## Geografie
Finneland liegt ca. 30 Kilometer westlich der Kreishauptstadt Naumburg.

## Gemeindegliederung
Als Ortsteil der Gemeinde sind ausgewiesen:
| Name       | Einwohner |
| ---------- | --------- |
| Borgau     | 47        |
| Kahlwinkel | 351       |
| Marienroda | 32        |
| Steinburg  | 101       |
| Saubach    | 683       |

## Kultur und Sehenswürdigkeiten

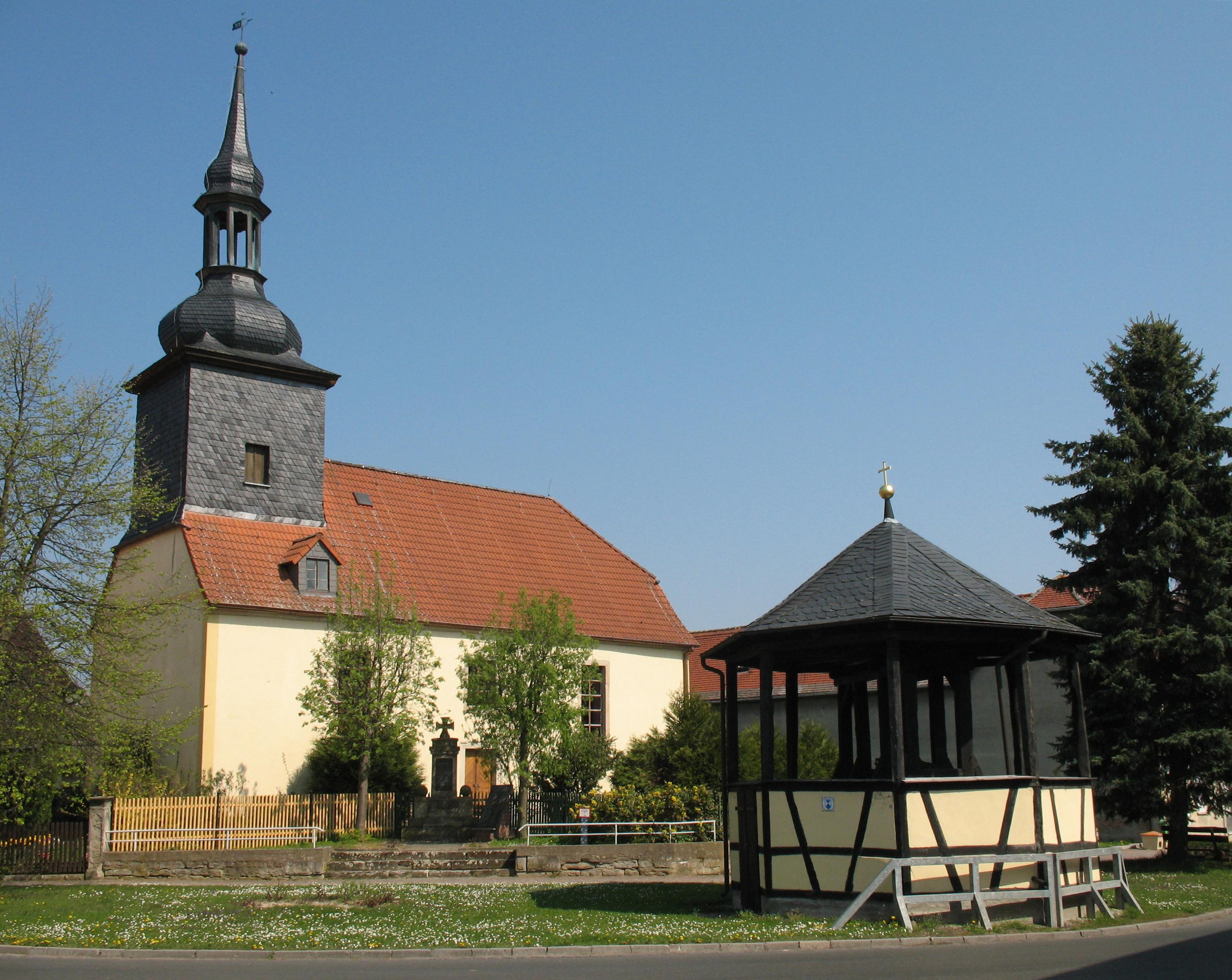
Kirche und Glockenturm in Kahlwinkel
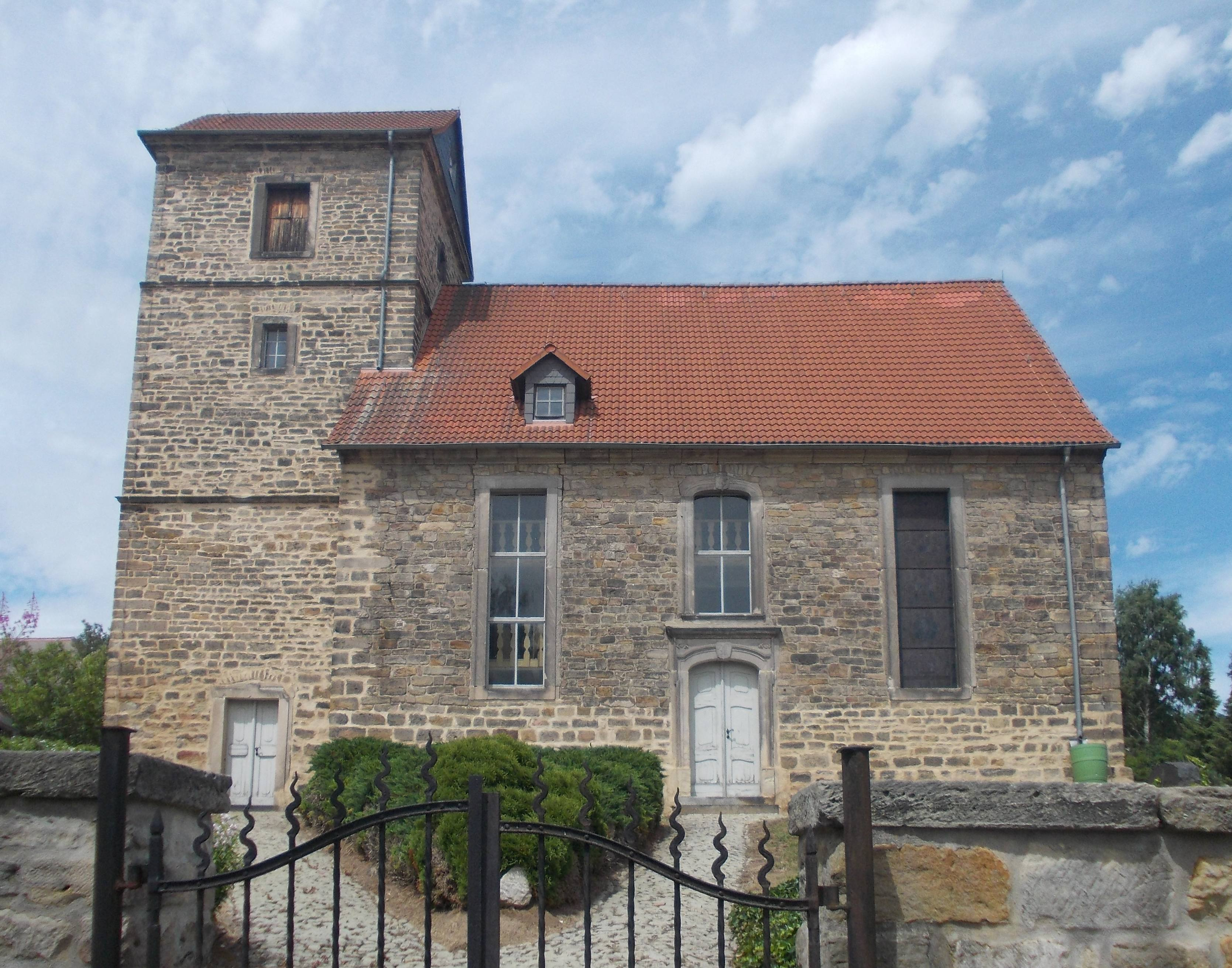
St.-Nicolai-Kirche in Saubach
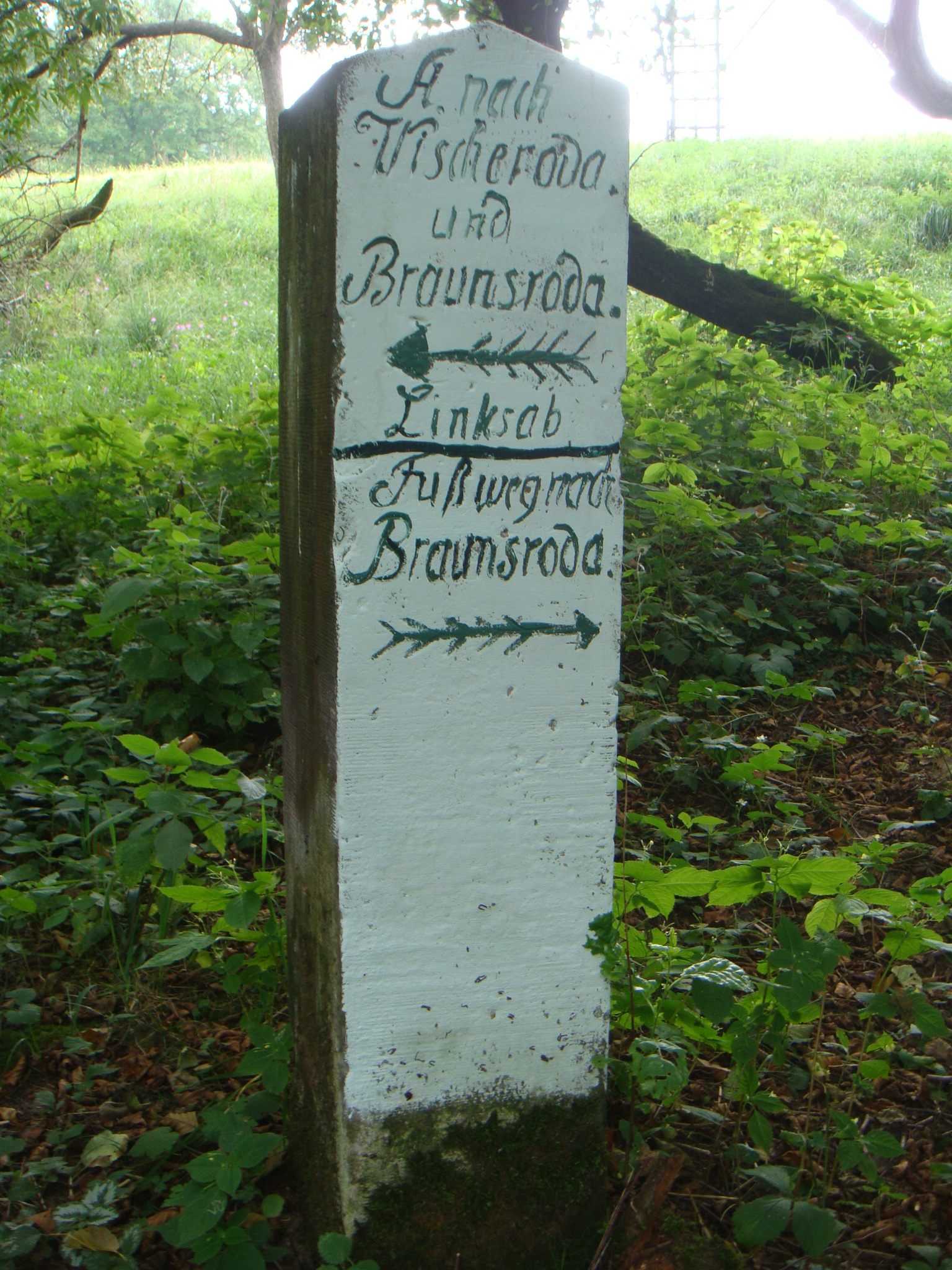
Wegstein im Forst von Borgau

- Schloss Steinburg: [3] Die 1306 erstmals erwähnte Burg wird durch Heinrich de Steinbork einen Ministerialen des Grafen Friedrich von Rabenswalde verwaltet. 1349/50 war sie im Besitz des Johann von Steinburg, Lehnsnehmer des Markgrafen Friedrich des Strengen. 1360 erscheint ein Ritter Luthulf Marschall auf der Steinburg. 1426 werden die Edlen von Querfurt, Hans und Brun, mit der Steinburg belehnt. Es folgten die Familien Koller (1438 bis 1570), von Miltitz und von Selmnitz (1597 bis 1686). 1597 wurde die Burg durch einen Brand zerstört. Im Zuge des Dreißigjährigen Krieges kam es zu weiteren Schäden und Plünderungen, 1644 galt die Burg als wüst. 1686 verkaufte Ernst Friedemann von Selmnitz das Gut an seinen Schwiegersohn Gerlach Heino von Münchhausen. Dieser setzte die Burg wieder instand. 1710 erbte den Besitz sein Sohn Philipp Adolph von Münchhausen. Die Familie von Münchhausen legte auch den Park an und verblieb in Steinburg bis zur Enteignung durch die Bodenreform 1945. Der Steinburger Linie der Familie gehörte ab 1764 auch das Gut Bettensen bei Hannover. Nach der Bodenreform war die Burg 1947 Kinderheim, Ferienheim der Caritas und später Schulungsheim der Gesellschaft für Sport und Technik. Ab 1971 nutzte die Martin-Luther Universität Halle sie als Kinderferienlager. Seit 1997 ist sie wieder in privater Hand, steht aber leer.
- St.-Nicolai-Kirche in Saubach
- Kirche in Kahlwinkel

## Verkehr
Finneland liegt mit dem Haltepunkt Saubach (Thür) an der stillgelegten Bahnstrecke Laucha–Kölleda (Finnebahn). Der Betriebsbahnhof Saubachtal sowie die Saubachtalbrücke liegen an der Neubaustrecke Erfurt–Leipzig/Halle.